# Ptolemæusporten
Ptolemæusporten er tredje og sidste bog i Bartimæus-trilogien. Den er skrevet af Jonathan Stroud og udgivet i 2005.

## Handling
3 år er gået siden Golems øje, Kitty Jones er begyndt at lære som trolddom (kvinde). Nathan har stadig mange problemer, men er nu ansat som informationminister. Samtidig har han nu fået gang i flere ånder, som hjælper ham, Bartimæus er meget afkræftet eftersom Nathan har svært ved at slippe ham.
Flere og flere troldmænd og personer prøver også at komme Nathan til livs – uden held.

Nathan er nu bliver nødt til at samarbejde med Kitty og Bartimæus i kampen mod ånderne, som er ved at overtage verden.